# Mancomunitat de municipis de Vinçà-Canigó

Mapa de la mancomunitat, amb nomenclatura en francès.

La Mancomunitat de municipis de Vinçà-Canigó és una mancomunitat de serveis de la Catalunya Nord que vertebra una llenca de terreny estret entre la Fenolleda i el Conflent. Els municipis que conformen la mancomunitat tenen com a nucli de serveis i administració la vila de Vinçà, al Baix Conflent. Concretament, la mancomunitat aglutina els següents municipis:
- Sornià, Trevillac, Tarerac i Arboçols, a l'Altiplà de Sornià
- Vinçà, Espirà de Conflent, Rigardà i Jóc, situats a la riba del riu Tet.
- Estoer, Vallestàvia i Vallmanya, dins el massís del Canigó.